# Betz, Oise
 Betz  là một xã thuộc tỉnh Oise trong vùng Hauts-de-France phía bắc Pháp. Xã này nằm ở khu vực có độ cao trung bình 103 mét trên mực nước biển.